# Bisbat de Poreč i Pula
El bisbat de Poreč i Pula - Porečko-pulska biskupija en croat; Diocesi di Parenzo e Pola en italià; Dioecesis Parentina et Polensis (llatí) - és una seu de l'Església catòlica a Croàcia, sufragània de l'arquebisbat de Rijeka. Al 2016 tenia 176.212 batejats d'un total de 217.663 habitants. Actualment està regida pel bisbe Dražen Kutleša.

## Territori

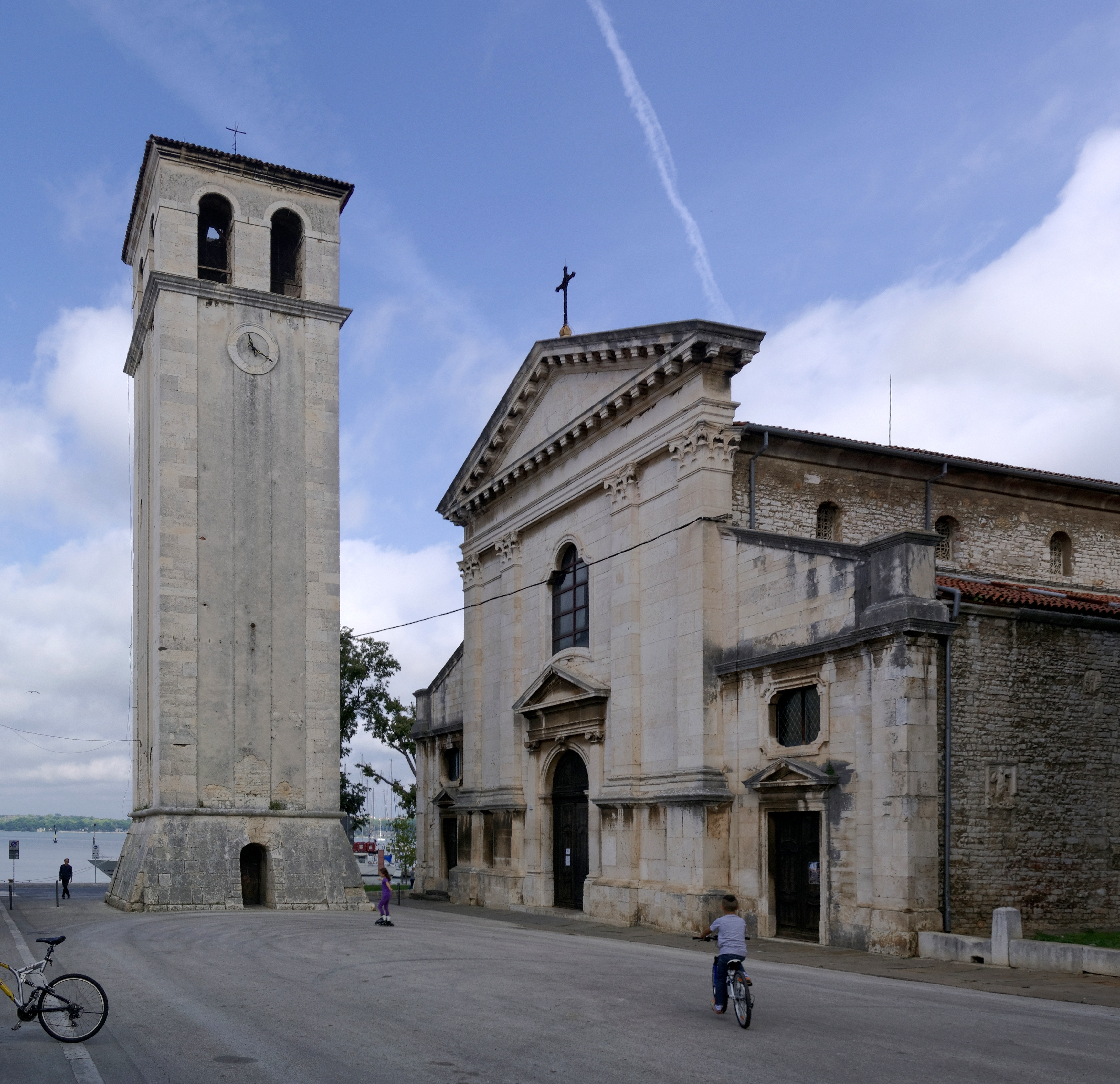
La cocatedral de l'Assumpció de la Mare de Déu a Pula.

La diòcesi comprèn tota la regió d'Ístria, que correspon a gran part de l'[[Comtat d'Ístria|Ístria croata]].
La seu arxiepiscopal és la ciutat de Poreč, on es troba la catedral de l'Assumpció de la Mare de Déu, també anomenada basílica Eufrasiana, el nom de la qual prové del bisbe Eufrasi (530-560), qui n'ordenà la construcció. A Pula es troba la cocatedral de l'Assumpció de la Mare de Déu.
El territori s'estén sobre 2.839 km² i està dividit en 134 parròquies, agrupades en 9 diaconats: Buie, Pinguente, Parenzo, Pisino, Pedena, Rovigno, Albona, Dignano i Pula.

## Història

### Diòcesi de Poreč
La diòcesi de Poreč es va erigir cap al segle iii i va ser sufragània durant molt de temps del patriarcat d'Aquileia.
Els bisbes de Poreč van assumir el poder temporal a partir del 933, any en què van començar a anomenar-se comtes de Vrsar. Durant el segle x, algunes donacions van estendre les possessions del bisbe a una vintena de feus. Aquesta autoritat va durar poc temps: el 1081 l'emperador Enric IV va donar al patriarca d'Aquileia tot el bisbat.
El 10 de maig de 1434 la diòcesi es va unir amb la de Novigrad en virtut de la butlla Cunctis orbis del papa Eugeni IV. Tot i això, la diòcesi de Novigrad va romandre sotmesa al seu bisbe fins a la seva mort i la unió va ser abolida el 1448.
El 1784 la diòcesi va adquirir les nou parròquies del territori de Buzet, ja incloses a la diòcesi de Trieste.
Amb la supressió del patriarcat d'Aquileia (1751), Poreč es va convertir en sufragània de l'arxidiòcesi d'Udine. Entre el 1788 i el 1807 fou sotmesa a l'arxidiòcesi de Ljubljana. El 1819 va passar al patriarcat de Venècia.

### Diòcesi de Pula
La diòcesi de Pula, establerta al segle VI, era originalment un sufragània de l'arxidiòcesi de Ravenna. Des del començament del segle vii va dependre del patriarcat de Grado, i després, com Poreč, va passar a formar part de la província eclesiàstica del patriarcat d'Aquileia (1028).
També els bisbes de Pula tenien el títol de comte: el 1028 la diòcesi de Pula va rebre com a feu de l'emperador Conrad II el Sàlic a tota la part meridional de la Marca d'Ístria, inclosa Rijeka. Durant els segles següents es van fer altres donacions.
El 16 d'octubre de 1787, Pola va cedir l'arxidiaconat de Fiume a la diòcesi de Segna. El 1794 va perdre Chersano i Castua a favor de Trieste.
Amb la supressió del patriarcat d'Aquileia, Pola va córrer la mateixa sort que Poreč, convertint-se primer en sufragània de l'arxidiòcesi d'Udine, després de l'arxidiòcesi de Ljubljana i, finalment, del patriarcat de Venècia.

### Diòcesi de Poreč i Pula
El 30 de juliol de 1828, mitjançant la butlla Beati Locum Petri del papa Lleó XII, les dues seus es van unir i la nova diòcesi prengué el nom actual.
El 27 de juliol de 1830, com a resultat de la butlla Insuper eminenti Apostolicae dignitatis del papa Pius VIII, es va convertir en sufragània de l'arxidiòcesi de Gorizia.
El 27 de juny de 1969 la diòcesi va passar a formar part de la província eclesiàstica de Rijeka.
El 17 d'octubre 1977, en virtut de la butlla Prioribus saeculi del Papa Pau VI, la diòcesi va incorporar els territoris de les diòcesis de Trieste i de Capodistria els quals, des del final de la Segona Guerra Mundial, eren al territori de Iugoslàvia a la República Socialista de Croàcia, i al final del conflicte, els havien donat en administració als bisbes de Poreč i Pula.

## Episcopologi

### Bisbes de Poreč
- San Maure † (segle iii)
- Eufrasio † (vers 530 - vers 560)
- Elia †[2]
- Giovanni I † (abans del 571/577[3] - després del 590)
- Raschivo (o Catelino o Ratelino) †[4]
- Angelo (o Agnello) † (citat el 610)
- Aureliano † (citat el 680)[5]
- Staurazio † (citat el 804)
- Lorenzo †
- Giuliano †
- Domenico †
- Antonio I †
- Pasino (o Passivo) †
- Flendemano †
- Eripeto (o Eriperto) †
- Andrea I †[6]
- Adamo † (abans de març de 956 - després de juny de 983)
- Andrea II † (abans d'octubre de 991 - després de març de 1010)
- Sigimbaldo † (abans de novembre de 1015 - després d'agost de 1017)
- Engelmaro † (abans d'agost de 1028 - després de setembre de 1040)
- Arno (o Arpo) † (citat el 1045)
- Orso † (citat el 1050 ?)
- Adelmaro † (citat el 1060)
- Cadolo † (citat el 1075 ?)
- Pagano I † (citat el 1082 ?)
- Bertoldo † (citat el 1114)
- Ferongo † (citat el 1120 ?)
- Rodemondo † (citat el 1131 ?)
- Vincenzo † (citat el 1146 ?)[7]
- Uberto † (abans de desembre de 1158 - vers 1174)
- Pietro I † (1174 - després d'octubre de 1194)
- Giovanni II † (? - vers 1200)
- Fulcherio † (abans d'octubre de 1200 - després de maig de 1216)[8]
- Adalberto † (1219 - després del 1240)
- Pagano II † (1243 - després del 1247)
- Giovanni III † (de desembre de 1249 - després de juliol de 1252)
- Ottone † (abans d'abril de 1256 - després de juliol de 1280)
- Bonifacio † (abans del 14 de desembre de 1282 - després del 16 d'agost de 1305 mort)
- Giuliano Natale, O.S.B. † (abans del 8 de juny de 1306 - abans d'agost de 1309)
- Graziadio, O.Carm. † (abans de novembre de 1310 - després 9 de maig de 1327[9] mort)
- Giovanni Gottoli de Sordello, O.P. † (20 de juny de 1328 - 1367[10] mort)
- Gilberto Zorzi, O.P. † (2 de juliol de 1367 - 4 de març de 1388 nomenat bisbe d'Eraclea)
- Giovanni Lombardo, O.Carm. † (de juny de 1388 - 21 de març de 1415 mort)
- Fantino Valaresso † (28 d'abril de 1415 - 5 de desembre de 1425 nomenat arquebisbe de Creta)
- Daniele Scoti † (7 de gener de 1426 - 7 de gener de 1433 nomenat bisbe de Concordia)
- Angelo Cavazza † (7 de gener de 1433 - 11 d'abril de 1440 nomenat bisbe de Traù)
- Giovanni VI † (11 d'abril de 1440 - 6 de gener de 1457 mort)
- Placido Pavanello, O.S.B.Vall. † (24 de gener de 1457 - 5 de novembre de 1464 nomenat bisbe de Torcello)
- Francesco Morosini † (14 de novembre de 1464 - 3 d'octubre de 1471 mort)
- Bartolomeo Barbarigo † (11 d'octubre de 1471 - després del 3 de juny de 1475 mort)
- Silvestro Quirini † (31 de gener de 1476 - vers d'octubre de 1476 mort)
- Niccolò Franco † (23 d'octubre de 1476 - 21 de febrer de 1485 nomenat bisbe de Treviso)
- Tommaso Catanei (o Colleoni), O.P. † (4 de març de 1485 - 12 de desembre de 1485 nomenat bisbe de Cervia)
- Giovanni Antonio Pavaro † (14 de març de 1487 - 20 de febrer de 1500 mort)
- Alvise Tasso † (24 de febrer de 1500 - 16 de gener de 1516 nomenat bisbe de Recanati)
- Girolamo Campeggi † (17 de març de 1516 - 1533 renuncià)
  - Lorenzo Campeggi † (6 de juny de 1533 - 28 de maig de 1537 renuncià) † (administrador apostòlic)
- Giovanni Campeggi † (28 de maig de 1537 - 6 de maig de 1553 nomenat bisbe de Bolonya)
- Pietro Gritti † (17 de maig de 1553 - 9 de febrer de 1573 mort)
- Cesare Nores † (9 de febrer de 1573 - 12 de desembre de 1597 mort)
- Giovanni Lippomano † (8 de juliol de 1598 - després del 9 de juny de 1608 renuncià)
- Leonardo Tritonio † (9 de febrer de 1609 - 15 de juny de 1631 mort)
- Ruggero Tritonio † (1 de febrer de 1632 - 25 de juliol de 1644 mort)
- Giambattista Battista Del Giudice † (1644 - 24 de gener de 1666 mort)
- Niccolò Petronio Caldana † (16 de març de 1667 - 1670 mort)
- Alessandro Adelasio, C.R.L. † (1 de juliol de 1671 - d'agost de 1711 mort)
- Antonio Vaira † (2 de març de 1712 - 12 de juliol de 1717 nomenat bisbe d'Adria)
- Pietro Grassi † (14 de març de 1718 - 16 de març de 1731 mort)
- Vincenzo Maria Mazzoleni, O.P. † (21 de maig de 1731 - 16 de desembre de 1741 mort)
- Gaspare Negri † (22 de gener de 1742 - de gener de 1778 mort)
- Francesco Polesini † (1 de juny de 1778 - 9 de gener de 1819 mort)
  - Sede vacante (1819-1827)

### Bisbes de Pola
- Antonio † (primera meitat del segle VI)[11]
- Isacio †[12]
- Adriano † (abans del 571/577 - després del 589 vers)[13]
- Pietro I † (596 - 613)
- Cipriano † (613 - 649)
- Potenzio (Potentino) † (649 - 680)
- Ciriaco † (680 - 688)
- Pietro II † (688 - 698)
- Pietro III † (723 - 725)
- Teodoro † (804)
- Emiliano † (804 - 806)
- Fortunato † (806 - 810)
- Giovanni I † (813 - 857)
- Andegisio † (857 - 862)
- Gerboldo I † (862 - 870)
- Guarnerio I † (870 - 898)
- Bertoldo † (898 - 907)
- Giovanni II † (907 - 933)
- Gaspaldo † (961 - 966)
- Gerboldo II † (967 - 997)
- Bertaldo † (997 - 1015)
- Giovanni III † (1031 - 1060)
- Megingoldo † (1060 - 1075)
- Adamante † (1075 - 1106)
- Eberardo † (1106 - 1118)
- Ellenardo † (1118 - 1130)
- Pietro IV † (1130 - 1149)
- Anfredo † (1149 - 1150)
- Guarnerio II † (1152 - 1154)
- Rodolfo I † (1154 - 1166)
- Filippo † (1166 - 1180)
- Pietro V † (1180 - 1194)
- Prodan † (1194 - 1196)
- Giovanni IV † (1196 - 1199)
- Ubaldo † (1199 - 1204)
- Federico † (1204 - 1210)
- Pulcherio † (1210 - 1218)
- Giovanni V † (1218 - 1220)
- Roberto † (1220)
- Enrico † (1220 - 1237)
- Guglielmo † (1238 - 1266)
- Giulio I † (1266 - 1282)
- Giovanni VI † (1282)
- Matteo I Castropolis † (1285 - 1302)
- Oddone della Sala, O.P. † (7 de febrer de 1302 - 19 de març de 1308 nomenat arquebisbe d'Oristany)
- Ugo, O.P. † (19 de març de 1308 - 1325)
- Antonio II, O.F.M. † (1325 - 19 d'octubre de 1328 mort)
- Guido I, O.S.B.Cam. † (5 de desembre de 1328 - 5 d'abril de 1331 nomenat bisbe de Concordia)
- Sergio † (15 d'abril de 1331 - 1342 mort)
- Bonagrazia dall'Aquila, O.F.M. † (31 de maig de 1342 - 1348 mort)
- Leonardo de Cagnoli † (5 de novembre de 1348 - 18 de gener de 1353 nomenat bisbe de Chioggia)
- Benedetto † (18 de gener de 1353 - 1360 mort)
- Niccolò de Finolis Foscarini † (17 d'abril de 1360 - 1382)
- Guido Memo † (1383 - 29 de novembre de 1409 nomenat bisbe de Verona)
- Bartolomeo † (29 de novembre de 1409 - 1410)
- Biagio Molin † (19 de febrer de 1410 - 4 de març de 1420 nomenat arquebisbe de Zara)
- Tommaso Tommasini Paruta, O.P. † (4 de març de 1420 - 24 de setembre de 1423 nomenat bisbe d'Urbino)
- Francesco I Franceschi † (24 de setembre de 1423 - 1426 mort)
- Domenico de Luschi † (10 d'abril de 1426 - 1451 mort)
- Mosè Buffarelli † (7 de maig de 1451 - 5 de gener de 1465 nomenat bisbe de Belluno)
- Giovanni Dremano † (9 de gener de 1465 - 1475 mort)
- Michele Orsini † (8 de març de 1475 - 1497 mort)
- Altobello Averoldi † (13 de novembre de 1497 - 1 de novembre de 1531 mort)
- Giovanni Battista Vergerio † (15 de gener de 1532 - 1548 mort)
- Antonio Elio † (17 d'agost de 1548 - 1566 renuncià)
- Matteo Barbabianca † (28 d'abril de 1567 - 1582 mort)
- Klaudios Sozomenos † (7 de febrer de 1583 - 1605 renuncià)
- Kornelios Sozomenos † (31 d'agost de 1605 - 1618 mort)
- Uberto Testa † (26 de març de 1618 - d'agost de 1623 mort)
- Innocenzo Serpa, C.R.L. † (12 de febrer de 1624 - 1624 mort) (bisbe electe)
- Rodolfo Rodolfi Sforza † (3 de març de 1625 - 1626 mort)
- Giulio Saraceno † (1 de març de 1627 - d'agost de 1640 mort)
- Marino Badoer † (1 de juliol de 1641 - 1648 mort)
- Alvise Marcello, C.R.S. † (15 de desembre de 1653 - 16 de juliol de 1661 mort)
- Gaspare Cattaneo † (31 de juliol de 1662 - de novembre de 1662 mort)
- Ambrosio Fracassini, O.P. † (12 de març de 1663 - 22 de setembre de 1663 mort)
- Bernardino Corniani † (11 de febrer de 1664 - de gener de o de febrer de 1689 mort)
- Eleonoro Pagello † (7 de novembre de 1689 - de maig de 1695 mort)
- Giuseppe Maria Bottari, O.F.M.Conv. † (4 de juliol de 1695 - de setembre de 1729 mort)
- Lelio Valentino Contessini-Ettorio † (28 de novembre de 1729 - de març de 1732 mort)
- Giovanni Andrea Balbi † (21 de juliol de 1732 - d'octubre de 1771 mort)
- Francesco Polesini † (22 de juny de 1772 - 1 de juny de 1778 nomenat bisbe de Poreč)
- Ivan Dominik Juras † (20 de juliol de 1778 - 19 de setembre de 1802 mort)
  - Sede vacante (1802-1827)

### Bisbes de Poreč i Pola
- Antonio Peteani † (9 d'abril de 1827 - 27 de juny de 1857 mort)
- Juraj Dobrila † (21 de desembre de 1857 - 5 de juliol de 1875 nomenat bisbe de Trieste i Capodistria)
  - Sede vacante (1875-1878)
- Giovanni Nepomuceno Glavina † (13 de setembre de 1878 - 3 de juliol de 1882 nomenat bisbe de Trieste i Capodistria)
- Luigi Mattia Zorn † (25 de setembre de 1882 - 9 d'agost de 1883 nomenat arquebisbe de Gorizia i Gradisca)
- Giovanni Battista Flapp † (13 de novembre de 1884 - 27 de desembre de 1912 mort)
- Trifone Pederzolli † (19 de juny de 1913 - 22 d'abril de 1941 mort)
- Raffaele Mario Radossi, O.F.M.Conv. † (27 de novembre de 1941 - 7 de juliol de 1948 nomenat arquebisbe de Spoleto)
  - Sede vacante (1948-1960)
- Dragutin Nežić † (15 de juny de 1960 - 27 de gener de 1984 jubilat)
- Antun Bogetić † (27 de gener de 1984 - 18 de novembre de 1997 jubilat)
- Ivan Milovan (18 de novembre de 1997 - 14 de juny de 2012 renuncià)
- Dražen Kutleša, 14 de juny de 2012

## Demografia
A finals del 2016, la diòcesi tenia 176.212 batejats sobre una població de 217.663 persones, equivalent al 81% del total.
| any  | població | població | població | sacerdots | sacerdots       | sacerdots       | sacerdots             | Diaques | religiosos | religiosos | Parròquies |
| ---- | -------- | -------- | -------- | --------- | --------------- | --------------- | --------------------- | ------- | ---------- | ---------- | ---------- |
| any  | batejats | total    | %        | total     | clergat secular | clergat regular | batejats por sacerdot | Diaques | homes      | dones      |            |
| 1950 | 140.000  | 140.000  | 100,0    | 99        | 78              | 21              | 1.414                 |         | 28         | 162        | 53         |
| 1970 | 100.718  | 133.570  | 75,4     | 55        | 46              | 9               | 1.831                 |         | 10         | 70         | 63         |
| 1980 | 146.245  | 172.925  | 84,6     | 105       | 92              | 13              | 1.392                 |         | 15         | 42         | 130        |
| 1990 | 139.628  | 192.935  | 72,4     | 101       | 88              | 13              | 1.382                 |         | 14         | 34         | 137        |
| 1999 | 170.530  | 210.613  | 81,0     | 101       | 88              | 13              | 1.688                 |         | 52         | 37         | 134        |
| 2000 | 173.705  | 213.288  | 81,4     | 100       | 87              | 13              | 1.737                 |         | 52         | 35         | 134        |
| 2001 | 179.329  | 219.100  | 81,8     | 104       | 91              | 13              | 1.724                 |         | 52         | 36         | 134        |
| 2002 | 178.518  | 216.834  | 82,3     | 99        | 87              | 12              | 1.803                 |         | 48         | 35         | 134        |
| 2003 | 161.132  | 206.344  | 78,1     | 108       | 91              | 17              | 1.491                 |         | 52         | 36         | 134        |
| 2004 | 168.699  | 208.717  | 80,8     | 108       | 91              | 17              | 1.562                 |         | 49         | 34         | 134        |
| 2013 | 164.480  | 210.114  | 78,3     | 107       | 91              | 16              | 1.537                 | 1       | 51         | 33         | 135        |
| 2016 | 176.212  | 217.663  | 81,0     | 105       | 90              | 15              | 1.678                 | 1       | 48         | 24         | 134        |

### Per la cronologia de Poreč
- (llatí) Pius Bonifacius Gams, Series episcoporum Ecclesiae Catholicae, Leipzig 1931, pp. 799-800
- (llatí) Konrad Eubel, Hierarchia Catholica Medii Aevi, vol. 1 Arxivat 2019-07-09 a Wayback Machine., p. 390; vol. 2 Arxivat 2018-10-04 a Wayback Machine., pp. XXXIV, 212; vol. 3 Arxivat 2019-03-21 a Wayback Machine., p. 270; vol. 4 Arxivat 2018-10-04 a Wayback Machine., p. 274; vol. 5, p. 307; vol. 6, p. 328
- Francesco Babudri, Els bisbes de Poreč i la seva cronologia, a Atti i memorie della società istriana di archeologia i storia patria, XXV (1909), pp. 170-284
- Francesco Lanzoni, Le diocesi d'Italia dalle origini al principio del secolo VII (an. 604), vol. II, Faenza 1927, pp.850-854

### Per la cronologia de Pola
- (llatí) Pius Bonifacius Gams, Series episcoporum Ecclesiae Catholicae, Leipzig 1931, pp. 802-803
- (llatí) Konrad Eubel, Hierarchia Catholica Medii Aevi, vol. 1 Arxivat 2019-07-09 a Wayback Machine., p. 404; vol. 2 Arxivat 2018-10-04 a Wayback Machine., pp. XXXV, 217; vol. 3 Arxivat 2019-03-21 a Wayback Machine., p. 276; vol. 4 Arxivat 2018-10-04 a Wayback Machine., p. 283; vol. 5, p. 318; vol. 6, p. 342
- Francesco Lanzoni, Le diocesi d'Italia dalle origini al principio del secolo VII (an. 604), vol. II, Faenza 1927, pp. 846-849